# Андреа Стрнадова
Андреа Стрнадова (чеськ. Andrea Strnadová; нар. 28 травня 1972) — колишня чеська тенісистка.
Найвищу одиночну позицію світового рейтингу — 33 місце досягла 16 вересня 1991, парну — 14 місце — 19 квітня 1993 року.
Здобула 3 парні титули.
Найвищим досягненням на турнірах Великого шолома було 3 коло в одиночному розряді.
Завершила кар'єру 1995 року.

## Фінали турнірів WTA

### Одиночний розряд: 5 (5 поразок)
| Результат | W/L | Дата     | Турнір                            | Покриття | Суперниця        | Рахунок       |
| --------- | --- | -------- | --------------------------------- | -------- | ---------------- | ------------- |
| Поразка   | 0–1 | Лют 1991 | ASB Classic, Нова Зеландія        | Тверде   | Ева Швіглерова   | 2–6, 6–0, 1–6 |
| Поразка   | 0–2 | Лют 1991 | Wellington Classic, Нова Зеландія | Тверде   | Лейла Месхі      | 6–3, 6–7, 2–6 |
| Поразка   | 0–3 | Лют 1992 | Auckland Open, Нова Зеландія      | Тверде   | Робін Вайт       | 6–2, 4–6, 3–6 |
| Поразка   | 0–4 | Кві 1992 | Pattaya Women's Open, Таїланд     | Тверде   | Сабін Аппельманс | 5–7, 6–3, 5–7 |
| Поразка   | 0–5 | Кві 1992 | BMW Malaysian Open                | Тверде   | Басукі Яюк       | 3–6, 0–6      |

### Парний розряд: 6 (3–3)
| Результат | W/L  | Дата     | Турнір                                | Покриття  | Партнерка      | Суперниці                           | Рахунок       |
| --------- | ---- | -------- | ------------------------------------- | --------- | -------------- | ----------------------------------- | ------------- |
| Перемога  | 1–0  | Жов 1991 | Zurich Open, Швейцарія                | Килим     | Яна Новотна    | Зіна Гаррісон Лорі Макніл           | 6–4, 6–3      |
| Поразка   | 1–1  | Бер 1992 | Connecticut Open                      | Тверде    | Патті Фендік   | Мартіна Навратілова Пем Шрайвер     | 6–3, 2–6, 6–7 |
| Перемога  | 2–1  | Тра 1992 | Internationaux de Strasbourg, Франція | Ґрунт     | Патті Фендік   | Лорі Макніл Мерседес Пас            | 6–3, 6–4      |
| Поразка   | 2–2  | Жов 1992 | Sparkassen Cup (теніс), Німеччина     | Килим (i) | Патті Фендік   | Лариса Савченко-Нейланд Яна Новотна | 5–7, 6–7      |
| Перемога  | 3–2. | Лют 1993 | Open GDF Suez, Франція                | Тверде    | Яна Новотна    | Джо Дьюрі Катрін Сюїр               | 7–6, 6–2      |
| Поразка   | 3–3  | Тра 1994 | Indonesia Open                        | Тверде    | Керрі-Енн Г'юз | Ніколь Арендт Крістін Кунс          | 2–6, 2–6      |

## Фінали ITF
| турніри $25,000 |
| турніри $10,000 |

### Одиночний розряд (4–0)
| Результат | Ранг | Дата            | Турнір                           | Покриття | Суперниця        | Рахунок       |
| --------- | ---- | --------------- | -------------------------------- | -------- | ---------------- | ------------- |
| Перемога  | 1.   | 19 вересня 1988 | ITF Бол, Югославія               | Ґрунт    | Їтка Дубцова     | 3–6, 6–3, 6–3 |
| Перемога  | 2.   | 19 вересня 1988 | ITF Макарська, Югославія         | Ґрунт    | Юдіт Варрінга    | 6–2, 1–0 ret. |
| Перемога  | 3.   | 17 липня 1989   | ITF Дармштадт, Західна Німеччина | Ґрунт    | Емануела Зардо   | 6–1, 6–1      |
| Перемога  | 4.   | 13 серпня 1990  | ITF Карлові Вари, Чехословаччина | Ґрунт    | Каріна Габшудова | 6–3, 6–4      |

### Парний розряд (2–2)
| Результат | Ранг | Дата             | Турнір                 | Покриття  | Партнерка         | Суперниці                     | Рахунок       |
| --------- | ---- | ---------------- | ---------------------- | --------- | ----------------- | ----------------------------- | ------------- |
| Перемога  | 1.   | 26 вересня 1988  | ITF Шибеник, Югославія | Ґрунт     | Алісе Ногачова    | Деніса Клаассен Юдіт Варрінга | 7–6, 6–0      |
| Поразка   | 2.   | 10 жовтня 1988   | ITF Рабаць, Югославія  | Ґрунт     | Алісе Ногачова    | Кейт Макдоналд Ренне Стаббс   | 0–6, 4–6      |
| Поразка   | 3.   | 6 листопада 1988 | ITF Ленгнау, Швейцарія | Килим (i) | Карін Балекова    | Кейт Макдоналд Ренне Стаббс   | 4–6, 6–2, 0–6 |
| Перемога  | 4.   | 25 березня 1990  | ITF Мулен, Франція     | Килим (i) | Магдалена Малеєва | Валері Ледрофф Паскаль Параді | 3–6, 6–1, 6–1 |